# Francisco Hernández Borondo
Francisco Hernández Borondo (nacido el 7 de noviembre de 1889 en Ciudad Real, España) fue profesor de Derecho mercantil en varias universidades y rector de la Universidad de La Laguna entre 1931 y 1935.

## Reseña biográfica
Nació en Daimiel en la provincia española de Ciudad Real, en el seno de una familia modesta. Cursó estudios de filosofía y teología en la Universidad Pontificia de Valencia.
En 1921 viajó a Italia, como delegado del Ministerio de Instrucción Pública, para estudiar la organización universitaria. En Roma se especializó Derecho mercantil y en 1922, de vuelta a España, realizó sus ejercicios de doctorado en Derecho en la Universidad Central y en 1923 empezó a trabajar en dicha universidad como ayudante de clases prácticas en Derecho mercantil. Pocos años después regresó a Italia a continuar su formación; en 1926 asistió a un curso sobre derecho cambiario en la Universidad Bocconi de Milán y en 1929, pensionado por la Universidad Central, siguió ampliando sus estudios, esta vez en Pisa con el profesor Lorenzo Mossa.
En enero de 1931 accedió a la cátedra de Derecho Mercantil en la Universidad de La Laguna y en julio de ese mismo año tomó posesión del cargo de vicerrector de la misma bajo el mandato del rector Carlos Sanz Cid. Pocos meses después, en noviembre de 1931, tras el cese de Sanz Cid —solicitado por la F.U.E.— fue elegido rector de la Universidad de La Laguna.
Aunque llegó al rectorado de una forma casi precipitada por las circunstancias, el rector Hernández Borondo diseñó un programa ambicioso y progresista con algunos proyectos de gran interés: la construcción de un edificio propio para la universidad y creación de un campus "a la americana" con residencias para los estudiantes y viviendas para los profesores; la mejora de las condiciones del profesorado en muchos aspectos (subida salarial, pasajes gratuitos, pensiones en el extranjero...) para evitar la "fuga de catedráticos"; y el establecimiento de una universidad popular a través de la extensión universitaria pues pretendía subrayar el compromiso de la universidad con la sociedad en general.
En 1933 creó la Asociación de Amigos de la Universidad Nueva a través de la cual pretendía ponerse en contacto con el pueblo potenciando las becas para el alumnado más pobre, cursillos para extranjeros, y actividades de extensión universitaria con el objetivo de consolidar la cultura en el archipiélago. Estas propuestas de Hernández Borondo estaban influidas tanto por la importancia que la II República trataba de dar a la cultura popular a través de las Misiones Pedagógicas, como por la labor desarrollada en Francia por Les compagnons del'Université Nouvelle de quienes "copió" tanto el nombre como los fines. La Asociación de Amigos de la Universidad Nueva desarrolló actividades en los pueblos, especialmente en las islas menores. También participó activamente con el Consejo Local de Enseñanza La Laguna impartiendo clases nocturnas de adultos.
La defensa de un programa tan innovador y progresista así como su pertenencia al Partido Republicano Radical no le granjearon las simpatías del claustro universitario que era muy conservador. Por ello, a finales del curso 1932-33, se le presentó una moción de censura que tuvo como resultado su destitución y el nombramiento de José Peraza de Ayala como rector accidental. Así se mantuvo la gestión universitaria hasta que, a fines de mayo de 1935, Hernández Borondo obtiene el traslado a la Universidad de Santiago. El 13 de junio de ese mismo año es nombrado rector Jesús Maynar Duplá, catedrático y decano de la Facultad de Ciencias, que apenas gobernará la universidad un curso académico al producirse el golpe de Estado en julio de 1936.
En septiembre de 1935, Hernández Borondo se trasladó a la Universidad de Zaragoza y en diciembre de 1936 se le incoó un expediente de depuración que concluye el 26 de febrero de 1937 con la propuesta unánime de la comisión depuradora de separación definitiva del servicio e inhabilitación para cargos públicos.
Paralelamente, el gobierno de la República, en enero de 1937, le había separado definitivamente del servicio. La sanción fue levantada en junio de 1938, “en atención a los varios informes garantizando con creces la lealtad y fidelidad al régimen republicano”.
En octubre de 1946 José López Ortiz, obispo de Tuy, se dirige a Cayetano Alcázar, director general de Enseñanza Universitaria, interesándose por el “tristísimo caso de Borondo, a quien he tenido por casa, en situación de inspirarme una gran compasión”.
Hasta el 20 de diciembre de 1948 no pudo reintegrarse al servicio activo en la enseñanza, con traslado a otra universidad, y pérdida de haberes. Desde entonces y hasta su jubilación en 1959 prestó sus servicios en la Universidad de Salamanca.
Falleció en Madrid el 12 de enero de 1968.

## Distinciones
- (1920) Premiado en los Juegos Florales de Ciudad Real su trabajo sobre Educación y Economía.
- (1932) Socio de honor y fundador en Tenerife del Instituto de Estudios Canarios.[1]
- (1967) Encomienda de la Orden Civil de Alfonso X el Sabio.[4]